# Eric Wyndham White
Eric Wyndham White (1913 - 1980) fue un administrador y economista británico. Fue el fundador y primer Secretario Ejecutivo del GATT (General Agreement on Tariffs and Trade), entre 1948 y 1965. Fue el primer director general de esa misma organización desde el 23 de marzo de 1965 hasta el 6 de mayo de 1968.
| Precedido por: (creación del cargo) | Director general de la Organización Mundial de Comercio (1965 - 1968) | Sucedido por: Olivier Long |